# Creu d'en Rafil
La Creu d'en Rafil és una creu de terme situada a Llucmajor, Mallorca, al carrer de Sant Miquel a la confluència amb el carrer de Jaume II. Es trobava antigament a l'entreforc dels dos carrers, però a causa d'una reforma viària del 1886 fou traslladada al lloc actual, a sa placeta de S'Arraval. L'estat de conservació és molt deficient. La creu presenta una greu erosió i múltiples mutilacions.
Aquesta creu fou bastida devers l'any 1491. L'alçada total és de 4,39 m i és realitzada en pedra de marès. Està composta pel fust, el capitell de secció octogonal i la creu de tipologia grega de braços rectes amb terminacions en medallons trifoliats. La graonada original, avui inexistent, probablement es degué fer malbé amb el trasllat del 1886.
El capitell conté dues figures, tres escuts i una decoració vegetal a la base; la resta no es pot apreciar perquè es troba encastat al mur. La degradació de la pedra fa que de les dues figures, solament una sigui identificable: Santa Bàrbara, amb la petita torre de tres finestres i un palmó a les mans. Possiblement fou esculpida per protegir la vila contra la mort provocada per les tempestes i els llamps. Pel que fa als escuts, el central i el de la dreta pertanyen al de Llucmajor (mà amb torxa) que podem considerar com la representació més antiga de l'escut de la vila, mentre que l'altre duu esculpides les tres creus del calvari.
A la creu trobam a l'anvers a Crist crucificat al centre i quatre medallons, un a cada braç de la creu: el pelicà, a dalt, la resurrecció de Crist al sepulcre, a baix, mentre que la resta de medallons no són reconeixibles per culpa de les mutilacions. El revers és del tot impossible apreciar-lo perquè està encastat al mur.